# Yertis Pavlodar
Lo Yertis Pavlodar (kaz.: «Ертіс» хоккей клубы) è una squadra di hockey su ghiaccio di Ertis (capoluogo dell'omonimo distretto), milita nel massimo campionato kazako.

## Storia
Dopo aver raggiunto le semifinali del campionato kazako già nei primi due anni dalla fondazione (avvenuta nel 2009), la terza stagione (2011/12) il team è arrivato sino alla finale, uscendo sconfitto, come nei due anni precedenti, sempre per mano del Beibarys Atyrau. Lo Yertis ha poi vinto il titolo nei successivi 3 anni aggiudicandosi anche una coppa kazaka nel 2014. In tutte le stagioni che ha vinto il titolo ha partecipato alla Continental Cup riuscendo anche a raggiungere la SuperFinal (poi chiusa al 4º posto) nella stagione 2014/15.

## Palmarès
- Campionati kazaki: 3

2012/13, 2013/14 e 2014/15
- Coppe kazake: 1

2014